# چماقستان (رودسر)
بهارسرا، روستایی از توابع بخش کلاچای شهرستان رودسر در استان گیلان ایران است.

## جمعیت
این روستا در دهستان بی‌بالان قرار دارد و براساس سرشماری مرکز آمار ایران در سال ۱۳۹۸، جمعیت آن حدود ۲۵۰ نفر (۶۰خانوار) بوده‌است.